# Caroline Drouin
Caroline Denise Andrée Drouin (Auray, 7 luglio 1996) è una rugbista francese che nella disciplina a VII è vincitrice di medaglia d'argento per il suo Paese alle olimpiadi di Tokyo e, nel XV, terza alla Coppa del Mondo 2017 in Irlanda e del 2021 in Nuova Zelanda.

## Biografia
Nata e cresciuta in Bretagna da una famiglia per metà originaria della Riunione, seguì i suoi fratelli nella pratica giovanile del rugby, iniziata intorno ai 6 anni d'età all'Auray RC, alternandolo alla pallamano.
Con il trasferimento a Rennes per gli studi universitari in scienze sportive iniziò l'attività seniores di club nella locale squadra.
Fu quindi selezionata per la Francia Universitaria con cui disputò e vinse a Swansea (Galles) il campionato mondiale di categoria.
Nel corso del Sei Nazioni 2017 esordì in nazionale maggiore a Parma contro l'Italia e, in quello stesso anno, fu selezionata tra le componenti della rosa francese alla Coppa del Mondo 2017 in Irlanda, in cui la squadra giunse fino al terzo posto finale battendo nella finale di consolazione gli Stati Uniti dopo aver perso in semifinale contro l'Inghilterra, unica sconfitta del torneo.
Alla fine della stagione di campionato successiva fu nominata miglior giocatrice di Top 8 femminile.
Dopo la Coppa del Mondo, Drouin entrò nel programma federale semiprofessionistico di rugby a 7 in vista dell'imminente campionato mondiale in programma nel 2018 a San Francisco e delle successive qualificazioni al torneo olimpico di Tokyo in programma nel 2020; al mondiale la Francia giunse fino alla finale, persa contro la Nuova Zelanda; la Federazione francese rese indisponibile Drouin per i Sei Nazioni 2019 e 2020 dirottando l'atleta unicamente sul progetto olimpico; la qualificazione a Tokyo giunse attraverso il torneo di ripescaggio.
Al torneo olimpico, che si tenne nel 2021 perché la pandemia di COVID-19 provocò lo slittamento e il rinvio di molte manifestazioni sportive, la squadra, di nuovo sconfitta in finale dalla Nuova Zelanda, si aggiudicò la medaglia d'argento.
Tornata a tempo pieno al rugby a XV, nel 2022 ha ricevuto la convocazione nella squadra francese impegnata nella Coppa del Mondo di rugby femminile 2021, anch'essa ricalendarizzata un anno dopo a causa della citata pandemia.
Per le difficoltà di conciliare gli studi in scienze motorie con l'attività semiprofessionistica, Drouin ha orientato i suoi studi dalle scienze motorie al brevetto di tecnico superiore in ambito socio-sanitario.